# NGC 4707
NGC 4707 est une petite galaxie spirale de type magellanique, relativement rapprochée et située dans la constellation des Chiens de chasse. Sa vitesse par rapport au fond diffus cosmologique est de 644 ± 12 km/s, ce qui correspond à une distance de Hubble de 9,49 ± 0,69 Mpc (∼31 millions d'al). NGC 4707 a été découverte par l'astronome germano-britannique William Herschel en 1789.

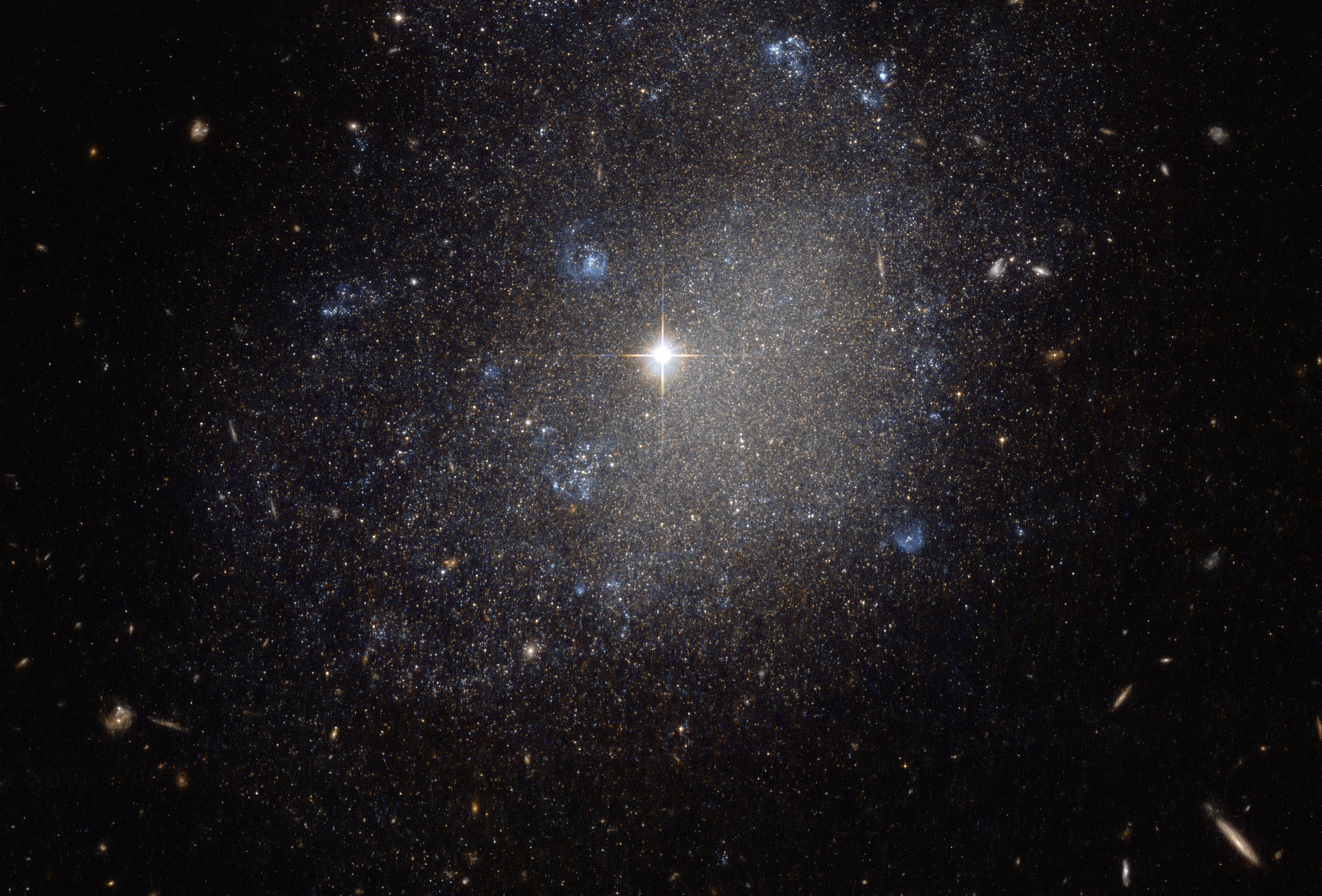
NGC 4707 par le télescope spatial Hubble.

La classe de luminosité de NGC 4707 est V et elle présente une large raie HI.
Les taches bleues observées sur l'image provenant du télescope spatial Hubble mettent en évidence des régions de formation d'étoiles récentes avec des étoiles nouvellement nées qui brillent dans des nuances vives et intenses de cyan et de turquoise.

## Distance de NGC 4707
À ce jour, trois mesures non basées sur le décalage vers le rouge (redshift) donnent une distance de 6,780 ± 1,116 Mpc (∼22,1 millions d'al), ce qui est à l'extérieur des valeurs de la distance de Hubble.
Comme cette galaxie est près du Groupe local, les mesures indépendantes sont peut-être plus près de sa distance réelle que la distance de Hubble. Notons que c'est avec la valeur moyenne des mesures indépendantes, lorsqu'elles existent, que la base de données NASA/IPAC calcule le diamètre d'une galaxie.